# Sismo do Chile de 2010
O sismo do Chile de 2010 ocorreu ao longo da costa da Região de Maule no Chile em 27 de fevereiro de 2010, às 3h34min na hora local (6h34min UTC), atingindo uma magnitude de 8,8 na escala de magnitude de momento e durando três minutos. O terremoto foi sentido na capital Santiago com intensidade VIII na escala de Mercalli (Ruinoso). Tremores foram sentidos em muitas cidades argentinas, incluindo Buenos Aires, Córdoba, Mendoza e La Rioja. Outros foram sentidos mais ao sul, como na cidade de Ika no sul do Peru, e até mesmo em algumas regiões no Estado de São Paulo.
Alertas de tsunami foram emitidos por 53 países, e um tsunami foi registrado, com ondas superiores a 2,6 m. no mar de Valparaíso, Chile. A presidente Michelle Bachelet declarou "estado de calamidade". Ela também confirmou a morte de pelo menos 763 pessoas. Muitos outros foram registrados como desaparecidos. Este foi o segundo maior terremoto já registrado no Chile, e um dos sete mais poderosos já registrados no mundo.
Sismologistas estimam que o terremoto tenha sido tão poderoso que o sismo teria encurtado a duração do dia em 1,26 microssegundos e deslocado o eixo terrestre em 8 cm.
O epicentro do sismo foi no mar da região de Maule, aproximadamente 8 km a oeste de Curanipe e 185 km a norte-nordeste da segunda maior cidade do Chile, Concepción. O terremoto também causou seichas que ocorreram no Lago Pontchartrain ao norte de Nova Orleães, Estados Unidos, localizadas a cerca de 7 600 km do epicentro do terremoto.

## Geologia

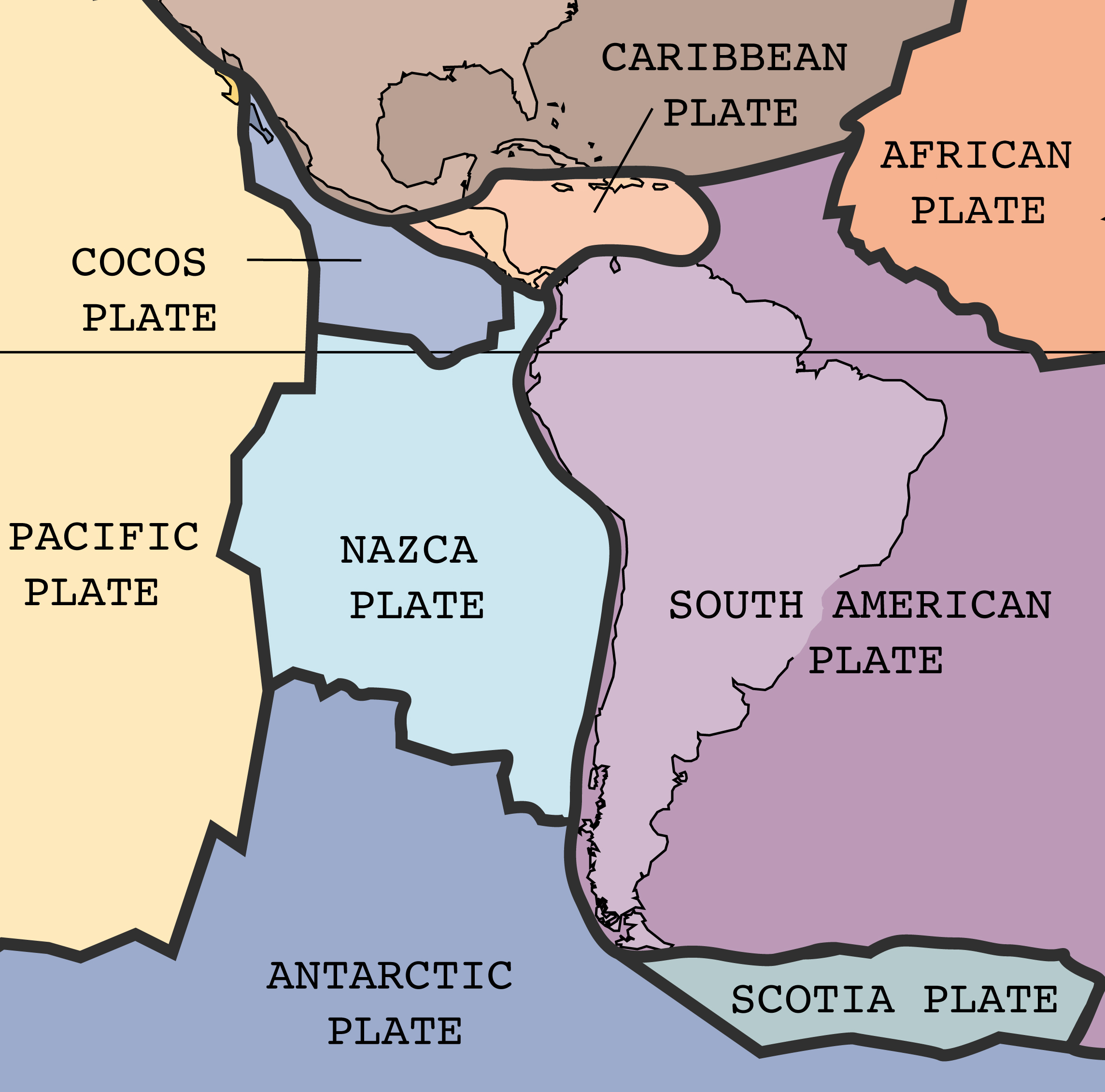
O sismo aconteceu na subducção da Placa de Nazca sob a placa da América do Sul.

O sismo ocorreu ao longo da fronteira entre a Placa de Nazca e a Placa Sul-Americana, as quais convergem a uma taxa de aproximadamente 8 cm por ano, tendo sido causado por um movimento de subducção da primeira sob a segunda.
A costa do Chile é um local de intensa atividade sísmica. A zona está situada sobre o Círculo de Fogo do Pacífico. Até hoje o maior abalo sísmico sofrido pelo país, que também foi o mais potente já registrado em todo o mundo, foi o sismo de Valdivia de 1960, com magnitude 9,5Mw. Mais recentemente, em 2007, o Sismo de Tocopilla, que atingiu 7,7 Mw e afetou a região de Antofagasta, também teve seu epicentro localizado entre as placas de Nazca e Sul-americana.
Entretanto, Richard Gross do Laboratório de Propulsão a Jacto da NASA concluiu através da aplicação de modelização computorizada de que o sismo alterou em cerca de oito centímetros o eixo da Terra, tornando os dias mais curtos em cerca de 1,26 microssegundo.

## Danos e vítimas

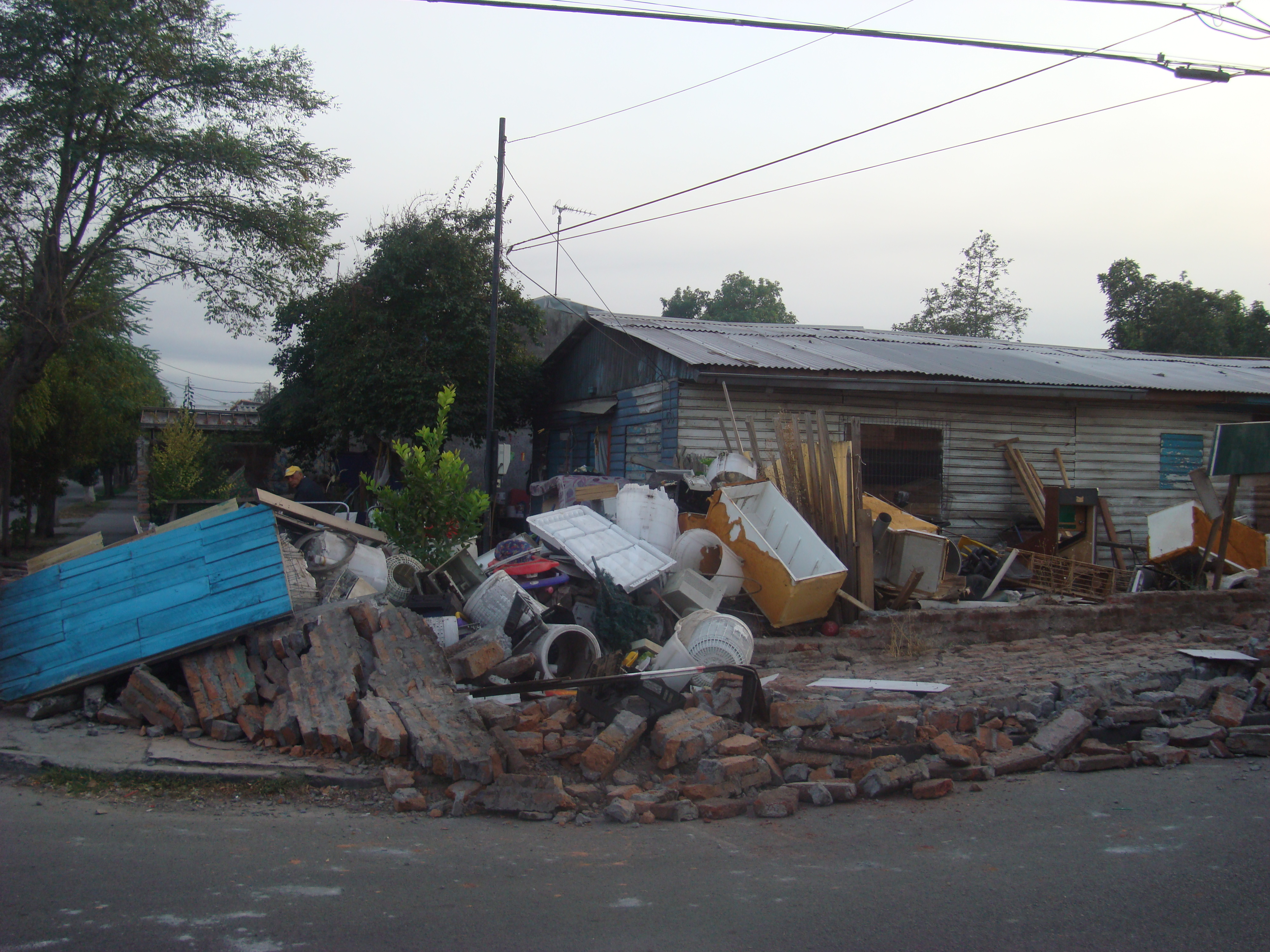
Residência destruída pelo terremoto.

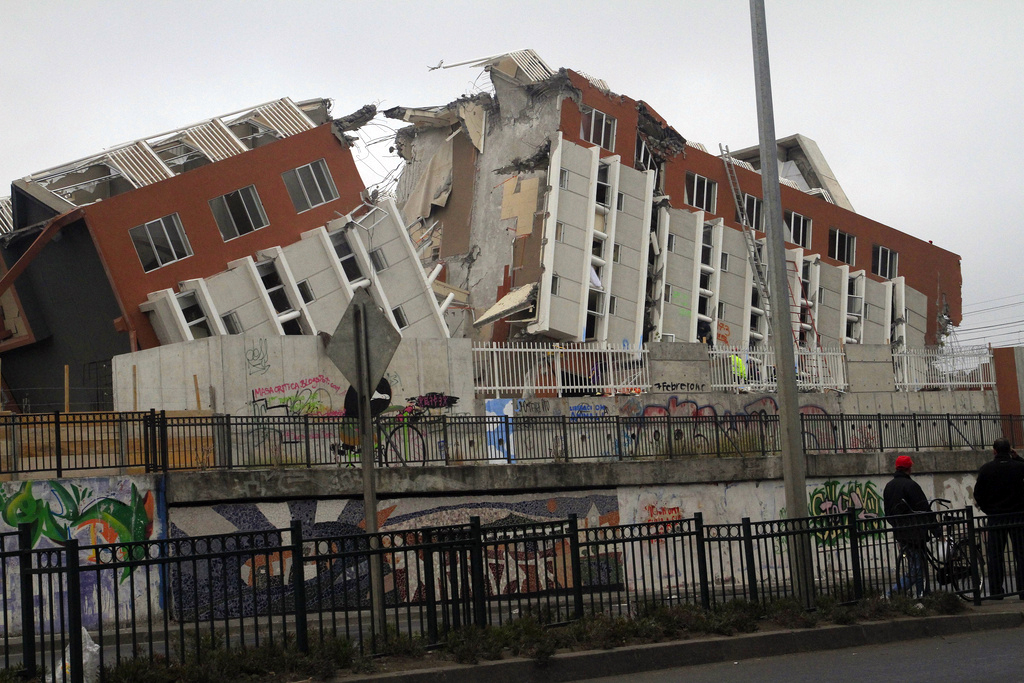
Prédio destruído em Concepción.

Segundo um cinegrafista da Associated Press Television News, alguns edifícios desmoronaram em Santiago e houve corte no fornecimento de energia em algumas partes da cidade. Edifícios danificados e incêndios foram registrados em Concepción. O governo já havia contabilizado 234 mortes no fim do primeiro dia. As vítimas fatais alcançavam 525 pessoas.
Em diferentes cidades ocorreram roubos e saques, de lojas, prédios e casas, especialmente os mais afetados. Em Concepción, apesar do toque de recolher, os saques continuaram e foi incendiado o shopping La Polar. O terremoto causou a escassez de matérias-primas, as pessoas em várias cidades para longas filas nos postos de gasolina para fazer combustível, os danos sofridos em muitas refinarias, forçou a Companhia Nacional de Petróleo aumentar as importações de combustível para garantir o abastecimento energia, por decisão da presidente Cristina Kirchner, Argentina dobrou o envio de gás para aliviar a demanda para fins de geração de energia a diesel.
No Aeroporto Internacional de Santiago, uma de suas passarelas de acesso à entrada caiu. Dutos de ar condicionado se romperam, inundando o saguão, que também ficou bastante danificado. Houve perdas de equipamentos, como televisores, telões, letreiros e objetos das lojas. As autoridades aeroportuárias fecharam todas as operações de voo durante 72 horas, à torre de controle e nem às pistas, que resistiram perfeitamente aos fortes tremores.
A ONEMI (Oficina Nacional de Emergencia) do Chile estima que, na escala de Mercalli, a intensidade do sismo na província de Bibío tenha sido IX  e, em Santiago, VIII. A USGS estimou a intensidade em Santiago e Valparaíso em VII-VIII MM.
A empresa Air Worldwide, especializada em avaliar o impacto financeiro de desastres naturais, estima que o prejuízo total decorrente do terremoto possa ultrapassar 15 bilhões de dólares, considerando não só os danos ocorridos em edificações, mas também na infraestrutura - estradas, pontes, aeroportos, redes elétricas e de telecomunicações.
Do outro lado do Oceano Pacífico, mais de 540 mil pessoas tiveram que deixar suas casas na Ilha de Honshu, no Japão, devido à ameaça de tsunamis. A previsão inicial era que vagalhões de até 3 metros de altura atingissem a região, contudo foram registrados ondas de no máximo 1,45 metros. Também houve evacuações nas Filipinas e na Nova Zelândia. Hawaii, México, Ilhas Galápagos e vários arquipélagos espalhados pelo Pacífico registraram ondas variando de 50 centímetros a 2 metros de altura, mas sem grandes danos. Já o arquipélago de Juan Fernández, e em especial a ilha de Robinson Crusoé, localizados a apenas 700 km da costa chilena foram devastados por tsunamis que atingiram 3 a 5 metros de altura, resultando em 16 mortes.

## Auxílio do governo brasileiro
Após reunir-se com Michelle Bachelet, em Santiago, o então presidente Lula comprometeu-se a enviar um hospital de campanha da Marinha Brasileira, além de profissionais de saúde e de resgate, para  auxílio às vítimas do terremoto. Durante o sismo, havia 300 a 400 brasileiros em trânsito no Chile. 30 deles regressaram em 2 de março, no avião reserva da Força Aérea Brasileira (FAB) que acompanhava a aeronave do então presidente Luiz Inácio Lula da Silva. Nos dias seguintes, aeronaves C-130 Hercules da FAB seguiram para o Chile para trazer outros grupos de brasileiros e levar ajuda ao país, incluindo o Hospital de Campanha da Marinha do Brasil. No dia 4 de março, dois helicópteros UH-60 Black Hawk chegaram a Concepción, de onde cumpriram missões de transporte de ajuda humanitária até o dia 19 daquele mês.